# Väljataguse (Pajusi)
Väljataguse – wieś w Estonii, w prowincji Jõgeva, w gminie Pajusi.